# Erzbischöfliches St.-Ursula-Gymnasium Schloss Hohenburg Lenggries
Das Erzbischöfliche St.-Ursula-Gymnasium Schloss Hohenburg Lenggries ist ein staatlich anerkanntes Privatgymnasium. Ab dem Schuljahr 2024/25 wurde an der bisherigen Mädchenschule erstmals eine Jungenklasse in der 5. Jahrgangsstufe eingerichtet. Träger ist die Erzdiözese München und Freising.

## Standort
Der Schulbau, Schloss Hohenburg, liegt am Rande der Ortschaft Lenggries auf einer leichten Anhöhe über dem Isartal. Das Hauptgebäude wurde 1718 errichtet. Seit 1870 war das Schloss im Besitz der Luxemburger, die es als Sommerresidenz, Jagdschloss und Witwensitz nutzten. 1953 übernahmen die Ursulinenschwestern aus Landshut die Anlage, um hier eine Mädchenschule zu errichten. Am Schulstandort befindet sich neben dem St.-Ursula-Gymnasium die Erzbischöfliche St.-Ursula-Realschule Schloss Hohenburg Lenggries.

## Geschichte
Die Schule wurde 1951 von Ursulinenschwestern zunächst in Landshut als Mädchen-Realgymnasium gegründet und erst 1958 nach Hohenburg verlegt. Hier, im Isarwinkel, hatten die Ursulinen 1953 eine Niederlassung errichtet und mit dem Betrieb einer Hauswirtschafts- und Mittelschule für Mädchen begonnen, die heute als Realschule weiterbesteht. Die Schülerzahlen am neu eingerichteten Gymnasium stiegen kontinuierlich: Der Unterrichtsbetrieb begann im Jahr 1958 mit 31 Schülerinnen. 1967 waren es 166 Schülerinnen, 1977 bereits 224. Der größte Teil der Mädchen wohnte in dieser Zeit im Internat. Sie kamen aus ganz Bayern, einige sogar aus dem Raum Frankfurt, dem Rheinland und dem Saarland.
Am Sonntag, den 8. Juni 1975 starben zwei Schülerinnen des Gymnasiums beim Eisenbahnunfall von Warngau, sieben weitere wurden zum Teil schwer verletzt. Wahrscheinlich wäre die Zahl noch höher ausgefallen, hätte nicht eine der Lehrerinnen ihren Schülerinnen fälschlicherweise mitgeteilt, die erste Stunde am Montag falle aus. Deshalb beschlossen sieben von ihnen, erst am Montagmorgen anzureisen.
Obwohl die Schülerzahlen weiter stiegen, blieb der Nachwuchs für die Klostergemeinschaft zunehmend aus. 1990 übergaben die Ursulinen das Hohenburger Gymnasium deshalb in die Trägerschaft der Erzdiözese München und Freising. Mit Sr. Andrea Wohlfarter (Schulleiterin von 1982 bis 2002) stand aber zunächst weiterhin eine Ordensfrau an der Spitze des Gymnasiums. Im Juli 2001 wurde schließlich der Internatsbetrieb eingestellt, 2003 zogen sich die Schwestern dann ganz aus Hohenburg zurück. Die Zahl der Schülerinnen lag im Jahr 2023 bei etwa 350.
Mit dem Schuljahr 2024/25 werden in der 5. Jahrgangsstufe erstmals Jungen an der Schule zugelassen, aber nicht koedukativ, sondern in reinen Jungenklassen.

## Profil
Das St.-Ursula-Gymnasium ist eine zweizügige, voll ausgebaute Mädchenschule in kirchlicher Trägerschaft. Es gibt zwei Ausbildungsrichtungen: einen sprachlichen und einen sozialwissenschaftlichen Zweig. Ein angeschlossenes Tagesheim bietet bei Bedarf eine offene Ganztagesbetreuung.
Seit 2005 ist die Schule Partnerzentrum des Wintersports. Um eine engere Vernetzung mit dem Universitätsbetrieb kümmert sich das Gymnasium außerdem seit 2010 als Gründungsschule des Schulclusters Benediktbeuern in Verbindung mit der TU München. Die 2013 eingerichteten Musikklassen dienen der Schärfung des musischen Profils. Besonderen Wert legt die Schule außerdem auf das Engagement im ökologischen und im sozialen Bereich. Dafür wurde das St.-Ursula-Gymnasium bereits mehrfach ausgezeichnet.

## Auszeichnungen
- Umweltschule in Europa (2020, 2019, 2018, 2017, 2016, 2015)
- Energiesparmeister, Landessieg in Bayern (2020)[16]
- Gewinn im Euroscola-Wettbewerb des EU-Parlaments (2020, 2016)[17]
- Bundeswettbewerb Fremdsprachen, Landessiege im Fach Französisch (2020, 2019)
- Jugendsozialpreis des Lions-Club München-Blutenburg für Engagement in der Flüchtlingshilfe (2019)[18]
- Deutscher Klimapreis der Allianz Umweltstiftung für das Projekt „Fußabdruck“ (2017)[19][20]
- P-Seminar-Preis der Bayerischen Staatsregierung für das Projekt „Fußabdruck“ (2017)[21]
- Ehrenamtsnachweis Bayern, verliehen durch die Gemeinde Lenggries für soziales Engagement schulischer Arbeitskreise (2017)[22][23]
- 2. Preis im Wettbewerb „Mobben stoppen – Werte stärken“ des Landesschülerrats Bayern (2013)[24]

## Erfolge
- Ski alpin: Gewinn der Deutschen Schulsportmeisterschaft in der Wettkampfklasse IV beim Bundesfinale 2020 in Bad Wiessee[25]
- Mountainbike: Gewinn der Deutschen Schulsportmeisterschaft in der Wettkampfklasse IV beim Bundesfinale 2019 in Berlin[26]
- Skilanglauf: Gewinn der Bayerischen Schulsportmeisterschaft in der Wettkampfklasse IV durch Sieg im Landesfinale 2020 in Lam[27]

## Schulleitung
- 1958–1969: Margareta Grandinger
- 1969–1972: Imelda Mack
- 1972–1975: Franz Fleischmann
- 1975–1982: Josef Raith
- 1982–2002: Andrea Wohlfarter
- 2002–2008: Rainald Bücherl[28]
- seit 2009: Christoph Beck

## Weblink
- Website des Erzbischöflichen St.-Ursula-Gymnasiums Schloss Hohenburg Lenggries.